# دونكان سنكلير
دونكان سنكلير هو سياسي كندي، ولد في 29 يناير 1869 في مينتو في كندا، وتوفي في 21 يونيو 1951. حزبياً، نشط في حزب كندا المحافظ. وقد انتخب عضو مجلس العموم الكندي.